# Mansión Elbridge T. Gerry
La Mansión Elbridge T. Gerry fue una mansión construida en 1895 y ubicada en 2 East 61st Street, cerca de la intersección de la Quinta Avenida, en el Upper East Side de Manhattan, Nueva York (Estados Unidos). Fue construido para Elbridge Thomas Gerry, nieto de Elbridge Gerry.

## Historia
Elbridge Thomas Gerry contrató al arquitecto Richard Morris Hunt para diseñar un castillo renacentista francés. Gerry le dijo específicamente a Hunt que necesitaba espacio para albergar su colección de 30 000 libros de derecho.
Los planes para la casa se anunciaron formalmente en The New York Times el 15 de mayo de 1892. La construcción comenzó en 1895, y después de un costo de construcción de 3 millones de dólares la residencia se inauguró oficialmente en 1897. La entrada de la estructura, a través de un porte-cochère de hierro, se basó en el ala Luis XIII del Château de Blois.
La mansión Gerry se convirtió en un centro de vida culta y elegante, incluso cuando llegó a estar rodeada de rascacielos. Gerry poseía figuras escultóricas de enjuta Noche y día de Isidore Konti. En su casa, exhibió su extensa colección de arte internacional, que incluía obras de Jean-Léon Gérôme, Jean-Jacques Henner, Mihály Munkácsy, Adolph Tidemand, Jehan Georges Vibert, "Adolf Schreyer, Jean-Joseph Benjamin-Constant, Edwin Lord Weeks y Salvator Rosa. También poseía obras de los pintores Camillo Gioja Barbera, Cornelius Van Leemputten, Alfred Kowalski, Rudolf Ernst, Claude Joseph Vernet, Vincent Stoltenberg Lerche y Jan de Baen.

### Demolición
Tras la muerte de Gerry en 1927, la mansión se vendió y en 1929 se demolió para dar paso al hotel The Pierre. La mansión solo estuvo en pie 32 años.